# Roovert
Roovert of Rovert is een buurtschap in de gemeente Hilvarenbeek in de Nederlandse provincie Noord-Brabant. Het ligt in het zuiden van het landgoed Gorp en Roovert.

Vanwege dit landgoed worden Gorp en Roovert ook wel als dubbelbuurtschap beschouwd, maar daar is pas sprake van na 1930.

## Ligging
De buurtschap is gelegen aan de  Rovertse Leij, een beekje aan de grens van Hilvarenbeek en Poppel. Vanaf Hilvarenbeek loopt de Roovertse dijk, een onverharde weg, naar deze grens, waar een hardstenen grenspaal uit 1843 staat.

## Toponymie
Roovert is afgeleid van Roo, dat grens betekent, en van Voort, dat een doorwaadbare plaats in een rivier aangeeft.

## Ontstaan
De buurtschap is ontstaan in de Middeleeuwen aan de rand van het beekdal van de Rovertse Leij, waarschijnlijk in de twaalfde of dertiende eeuw, toen men ook begon met turfwinning in het ven de Moerkes.

In het beekdal lagen hooilanden, aan de randen akkers, en ten zuiden van Roovert de uitgestrekte Roovertse heide.

Het gebied was een leengoed van de Hertog van Brabant.

De weg van Hilvarenbeek naar Poppel werd een belangrijke noord-zuid verbinding, met - na de Belgische Revolutie - op de grens een douane-kantoor en een herberg.

Zie verder het artikel over het landgoed Gorp en Roovert.

## Verloop van de buurtschap
Op de kaart van van Hees uit 1794 staan 3 boerderijen, en die staan er nog steeds.

In 1640 werd de katholieke eredienst in Hilvarenbeek verboden. Net over de grens werd in Poppel daarom een schuur als kerk in gebruik genomen. Later is op deze plek een kapel gebouwd, de Rovertse kapel.
In 1855 werd een nieuwe weg van Tilburg, via Goirle naar Poppel in gebruik genomen, en werd het douane-kantoor naar deze nieuwe weg verplaatst. 

In 1894 koopt notaris Emile Huijsmans delen van het leengoed Roovert en laat er een jachthuis bouwen. 

## Bezienswaardigheden
- Roverts Ven, een aan de Rovertse dijk sinds 2008 opnieuw ingericht ven.
- Boerderij De Rook, Roovert 3, rijksmonument.
- Boerderij De Fruithof, Roovert 1.

## Overig
Aan het begin van de 21e eeuw zijn in de gemeenteraad van Hilvarenbeek, zowel de verharding van de Roovertse dijk, als de afsluiting voor gemototiseerd verkeer veelbesproken onderwerpen.
Een tijdlang is deze weg gesloten geweest voor het doorgaand verkeer, maar is weer opengesteld in 2010, ondanks protesten.

In december 2016 heeft de gemeente besloten dat de weg Roovert een gemeentelijk monument wordt én dat de weg niet wordt verhard.
Hoofdplaats: Hilvarenbeek      Dorpen: Baarschot · Biest-Houtakker · Diessen · Esbeek · Haghorst

Buurtschappen en gehuchten: Den Opslag (deels) · Driehuizen · Dun · Groenstraat · Gorp · Groot-Loo · Groote Voort · Heikant · Hoogeind · Hoog Spul · Klein Loo · Kleine Voort · Laag Spul · Roovert · Tulder · Waterstraat · Westerwijk

Noord-Brabant: Steden en dorpen      Nederland: Provincies · Gemeenten